# Principio de la medida implícita
En información cuántica, el principio de la medida implícita (Implicit Measurement Principle) dice lo siguiente: Sin pérdida de generalidad, una línea cuántica en un circuito no terminada (qubits que no han sido medidos) se asume medida al final del circuito.
Para entender por qué esto es cierto, se plantea un circuito cuántico que contiene solo dos qubits, y solo el primer qubit se mide al final del circuito. Entonces, las probabilidades de medida observadas están completamente determinadas por la matriz de densidad reducida del primer qubit. Sin embargo, si también se hubiera realizado una medida en el segundo qubit, sería muy sorprendente si esa medida pudiera cambiar las probabilidades de medida en el primer qubit.
Al considerar el papel de la medida en los circuitos cuánticos, es importante tener en cuenta que, en su función de interfaz entre los mundos clásico y cuántico, generalmente se considera que la medida es una operación irreversible, destruye la información cuántica y la reemplaza con la información clásica. Sin embargo, en ciertos casos cuidadosamente diseñados, esto no tiene que ser cierto, como se ilustra en el proceso de la teleportación y en la corrección cuántica de errores. Lo que la teleportación y la corrección cuántica de errores tienen en común es que en ninguno de los casos el resultado de la medida revela ninguna información sobre la identidad del estado cuántico que se está midiendo. De hecho, esta es una característica más general de la medida: para que una medida sea reversible, no debe revelar información sobre el estado cuántico que se está midiendo.